# You've Got Another Thing Comin'
 Đây là một bài viết bách khoa có tên You've Got Another Thing Comin'. Về nghĩa của từ này, xem have another thing coming tại Wiktionary.
"You've Got Another Thing Comin'" là một bài hát của ban nhạc heavy metal người Anh Judas Priest. Bài hát lần đầu được phát hành trong album Screaming for Vengeance (1982) và bày bán dưới dạng đĩa đơn chậm một năm. Đây là một trong những bài hát trứ danh của Judas Priest cùng với "Breaking the Law", "Painkiller", ''Living After Midnight", "Electric Eye" và "Turbo Lover", ngoài ra trở thành tiết mục không thể thiếu trong các lần ban nhạc biểu diễn trực tiếp. "You've Got Another Thing Comin'" lần đầu được thể hiện ở buổi hòa nhạc khai mạc Vengeance World Tour tại Nhà thi đấu Stabler ở Bethlehem, Pennsylvania vào ngày 26 tháng 8 năm 1982, và đã được thể hiện tổng cộng 673 lần ở Epitaph Tour (2012).

## Hoàn cảnh
Ca sĩ Rob Halford cho biết lời bài hát nói về "cái thái độ mà chúng tôi luôn thể hiện ở Priest. Và tôi dám nói rằng, chúng tôi luôn sở hữu thái độ ấy ở cách xử lý những vấn đề đời tư thách thức chúng tôi. ... Nó còn được bao trùm trong văn hóa cộng đồng heavy metal, là cách chúng ta hỗ trợ lẫn nhau bằng nhạc metal. Đây thực chất là bài hát về niềm hi vọng và sự vượt lên nghịch cảnh hoặc khó khăn xảy đến với bạn. Đó cũng là bài hát nói về sự kiên cường." Ngoài ra, "You've Got Another Thing Comin'" là bài được bổ sung vào album Screaming for Vengeance vào phút chót.

## Xếp hạng
"You've Got Another Thing Comin'" lọt vào các bảng xếp hạng ở hai quốc Liên hiệp Anh và Hoa Kỳ. Ca khúc giành vị trí số 67 trên bảng xếp hạng Billboard Hot 100, trở thành bài hát duy nhất của Judas Priest lọt được vào bảng xếp hạng ấy. Tại Anh, bài hát vươn đến vị trí cao nhất là hạng 66 tại UK Singles Chart; ngoài ra bài còn đạt hạng bốn trên bảng xếp hạng Billboard rock chart. 

## Video âm nhạc
Video âm nhạc (MV) bài hát do Julien Temple làm đạo diễn, và được ghi hình tại khu bảo tồn Kempton Park. Trong MV, ban nhạc biểu diễn bên ngoài trạm bơm với nền laser và khói. Trong khi đó, một nhân vật có thẩm quyền cao hơn tới để ngăn nhóm biểu diễn do gây ồn, rồi đầu ông ta bị nổ tung, còn quần bị bật khỏi người ở cuối MV sau một cú phẩy tay của Halford.

## Đón nhận
Wayne Parry của Associated Press thấy rằng ca khúc cùng với "Hell Bent for Leather" và "Living After Midnight" là "tiêu chuẩn để đánh giá những bài nhạc metal khác". Greg Prato của AllMusic thì viết rằng bài hát là thứ sau cùng đưa Judas Priest vào thị trường nhạc đại chúng ở Hoa Kỳ.
Theo Steve Huey cũng của AllMusic, "You've Got Another Thing Comin'" là bài trứ danh của ban nhạc.
Tháng 5 năm 2006, VH1 liệt bài hát vào danh sách 40 ca khúc nhạc metal hay nhất mọi thời đại. Năm 2012, Loudwire xếp ca khúc ở hạng chính trong danh sách 10 bài hát hay nhất của Judas Priest, còn vào năm 2019, Louder Sound liệt ca khúc ở hạng bốn trong danh sách 50 bài hát hay nhất của Judas Priest.

## Trong truyền thông
Bài hát có mặt ở nhiều trò chơi video, ví dụ bài đã xuất hiện trên máy hát tự động ở mức chơi đầu tiên của Prey; trong trạm phát thanh V-Rock của Grand Theft Auto: Vice City; nội dung nhạc số trong loạt Rock Band (bên cạnh các bài còn lại của album Screaming for Vengeance), Rock Band Track Pack Volume 2; và một cover của ca khúc có mặt trong Guitar Hero. Ca khúc còn xuất hiện trong Major League Baseball 2K9 của 2K Sports và NHL 12 của EA Sports.
Bài hát đã xuất hiện trong một tập phim của Californication (2013) và tập phim "The Orpheus Gambit" ở mùa thứ 11 của Archer.
Bài hát cũng được bật trong nhà của Wayne Potts ở tập năm của Mare of Easttown.

## Xếp hạng
| Xếp hạng (1982)                    | Vị trí cao nhất |
| ---------------------------------- | --------------- |
| Anh Quốc (OCC)                     | 66              |
| Hoa Kỳ Billboard Hot 100           | 67              |
| Hoa Kỳ Mainstream Rock (Billboard) | 4               |